# Oli (futbolista)
Oliverio Jesús Álvarez González (Oviedo, Asturias, España, 2 de abril de 1972), conocido como Oli, es un exfutbolista y entrenador de fútbol español.

## Trayectoria

### Como jugador
Oli empezó su carrera como futbolista en el equipo A. D. Universidad de Oviedo. El por entonces entrenador del Real Oviedo, Radomir Antić, pidió su fichaje. En 1994, tras una temporada con el segundo equipo, aunque siendo convocado frecuentemente con el primero, consiguió ascender al primer equipo de forma definitiva. Pronto empezó a destacar y su mejor temporada le vino en 1997, cuando marcó veinte goles en la Liga. Lo fichó el Real Betis Balompié, donde estuvo tres temporadas, dos de ellas en la Copa de la UEFA, pero sin conseguir hacerse un hueco en el equipo, en parte debido a la presencia de Alfonso Pérez.
Tras el descenso a Segunda División del Betis, en el año 2000, volvió al Real Oviedo y marcó quince goles en la temporada 2000/01 aunque el equipo descendió a Segunda al finalizar la temporada. Después de dos años jugando en la categoría de plata, el club descendió a Segunda División B y, en medio de una gran crisis económica, no pagó los sueldos a sus jugadores. Debido al impago de los sueldos, el equipo descendió administrativamente a Tercera División por primera vez en su historia. 
Tras abandonar el club ovetense, decidió fichar por el Cádiz C. F.. Estuvo tres años jugando en el club gaditano, con el que consiguió un ascenso a Primera División.

### Como entrenador
Tras colgar las botas, afrontó una nueva etapa como entrenador al frente del Cádiz C. F. para la temporada 2006/07. Sin embargo, poco después, el 5 de noviembre de 2006, fue destituido tras la derrota el día anterior de su equipo en Gijón contra el Sporting por 5-4 en un encuentro que el Cádiz llegó a ir ganando 0-2, fallando un penalti que hubiera supuesto el 0-3 y en el que el cuadro asturiano logró una remontada en sólo 8 minutos.
En septiembre de 2007 aterrizó en la U. D. Marbella de Segunda División B con el objetivo de salvar al equipo, colista de grupo después de cuatro jornadas de Liga. Al final de la temporada, tras haber salvado al equipo del descenso, dimitió de su puesto de entrenador.
En la temporada 2008-2009 entrenó al Écija Balompié de la 2.ª B andaluza quedando en el puesto 14.º En las temporadas 2009-2010 y 2010-2011 entrenó al Real Betis B de la 2.ª B andaluza quedando respectivamente el los puestos decimocuarto y decimosexto.
En la temporada 2017-2018 se hace cargo del Club Marino de Luanco de la Tercera División asturiana, quedando en el tercer puesto y jugando los Play Offs de ascenso a 2.ª B y perdiendo con el UD San Fernando el partido de ida (3-1) y ganando el partido de vuelta (1-0) con lo que quedaría eliminado.
En la temporada 2018-2019 se mantiene al frente del conjunto luanquín quedando en el segundo puesto de la  Tercera División sin haber perdido un solo partido en casa, y solamente dos fuera de casa, empatado con el Club Deportivo Lealtad de Villaviciosa a 90 puntos y a un solo gol de quedar Primero. Juega los play offs de ascenso a 2.ª B y esta vez consigue el ascenso sin haber encajado ningún gol en los 6 partidos disputados. El 11 de enero de 2021 dimite de su cargo como entrenador del club de Luanco, alegando motivos personales.

## Selección nacional
Fue internacional con la selección española en dos ocasiones, en las que anotó un gol. Su debut se produjo en Bratislava, el 24 de septiembre de 1997, en un partido contra la selección de fútbol de Eslovaquia. Su segundo partido fue el 11 de octubre de 1997 en el Estadio de El Molinón, en la victoria de España 3-1 ante las Islas Feroe, encuentro en el que anotó el segundo gol del equipo español.

## Clubes

### Como jugador
| Club                | País   | Año       |
| ------------------- | ------ | --------- |
| Real Oviedo         | España | 1992-1997 |
| Real Betis Balompié | España | 1997-2000 |
| Real Oviedo         | España | 2000-2003 |
| Cádiz C. F.         | España | 2003-2006 |

### Como entrenador
| Club                    | País   | Año       |
| ----------------------- | ------ | --------- |
| Cádiz C. F.             | España | 2006      |
| U. D. Marbella          | España | 2007      |
| Écija Balompié          | España | 2009      |
| Real Betis Balompié "B" | España | 2009-2011 |
| Club Marino de Luanco   | España | 2017-2021 |